# 데니스 니키샤
데니스 안드레예비치 니키샤(러시아어: Дени́с Андре́евич Никиша́, 1995년 8월 7일~)는 카자흐스탄의 쇼트트랙 선수이다. 올림픽에 3회(2014, 2018, 2022) 참가했고 세계 선수권 대회에서 은메달 1개(2024 500m)를 획득했다.